# Wiślisko pod kopcem
Wiślisko pod kopcem – starorzecze Wisły w Dymitrowie Dużym, w 2019 r. objęte ochroną w formie użytku ekologicznego. Starorzecze położone jest na dawnej terasie zalewowej Wisły, obecnie odciętej od rzeki obwałowaniami. Użytek ekologiczny obejmujący starorzecze wraz z zadrzewieniami na brzegach o łącznej powierzchni 2 ha powołano z inicjatywy Podkarpackiego Towarzystwa Przyrodników Wolne Rzeki.

## Walory przyrodnicze
W celu utworzenia użytku ekologicznego i objęcia ochroną wiśliska wiosną 2019 r. przeprowadzono inwentaryzację przyrodniczą, w ramach której stwierdzono występowanie wymienionych niżej gatunków roślin i zwierząt na obszarze projektowanego użytku.

### Flora
Roślinność wodną starorzecza stanowią zbiorowiska z klas: Lemnetea minoris reprezentowane przez gatunki takie jak rzęsa trójrowkowa, salwinia pływająca; Phragmitetea reprezentowane przez szuwar szerokopałkowy Typhetum latifoliae oraz Potametea reprezentowane przez zespół Hydrocharitetum morsus-ranae z dominującą osoką aloesowatą oraz charakterystycznym dla klasy gatunkiem owadożernym - pływaczem zwyczajnym/zachodnim z Polskiej Czerwonej Księgi Roślin. Poza tym stwierdzono m.in. kosaćca żółtego.
Brzegi starorzecza porośnięte są przez zarośla wierzbowe z wierzbą białą, wierzbą kruchą i wierzbą wiciową, olszę czarną, dąb szypułkowy oraz grusze i jabłonie. Całość stanowi siedlisko przyrodnicze 3150: Starorzecza i naturalne eutroficzne zbiorniki wodne ze zbiorowiskami z Nympheion, Potamion będące przedmiotem ochrony w całej Unii Europejskiej.

### Fauna
W wiślisku licznie występują typowe dla starorzeczy ślimaki: błotniarka stawowa, wskazująca na dobrą jakość chemiczną wody i zatoczek rogowy. Wśród bezkręgowców stwierdzono także chrząszcza pływaka żółtobrzeżka. Zbiornik ten jest ważnym lokalnie miejscem rozrodu płazów, m.in. traszki grzebieniastej, grzebiuszki ziemnej, żaby moczarowej, żaby trawnej i żab zielonych. Na brzegach spotkać można przedstawicieli gadów: jaszczurkę zwinkę i zaskrońca.
Wśród ptaków stwierdzono poniższe gatunki: czajka, bocian biały, krzyżówka, sroka, sójka, trznadel, makolągwa, czyż, śmieszka, dzięciołek, dzięcioł zielony, grzywacz, skowronek, bogatka, czarnogłówka, modraszka, szczygieł, rudzik, piecuszek, pierwiosnek. Gromadę ssaków reprezentują borsuk i sarna.

## Cel utworzenia użytku ekologicznego i zakres ochrony
Starorzecze to z uwagi na naturalną, nieużytkowaną roślinność stanowi ważne lokalnie centrum różnorodności biologicznej. Jest ono śródpolną enklawą dla organizmów wodnych i mokradłowych, m.in. płazów. Biorąc pod uwagę fakt, iż ekosystemy wód słodkich są najbardziej zagrożonymi ekosystemami w skali globalnej, a płazy to najszybciej wymierająca grupa kręgowców, prawna ochrona miejsc takich jak to jest jedyną możliwością zahamowania wymierania w skali lokalnej.
Celem powołania użytku ekologicznego było zapewnienie ochrony ekosystemowi starorzecza, a więc zachowanie (bądź poprawa) aktualnych stosunków wodnych, niedopuszczenie do osuszenia i zagospodarowania terenu. W ramach ochrony należy zwracać szczególną uwagę na potencjalne zagrożenia wynikające z działalności człowieka, mogące negatywnie wpływać na środowisko starorzecza. Celowym dla ochrony obszaru działaniem zdaje się być przynajmniej częściowe przetamowanie rowu osuszającego starorzecze i zatrzymanie w nim większej ilości wody, a tym samym zmniejszenie tempa sukcesji roślinności. Poza możliwością budowy zastawki na rowie, użytek powinien być objęty ochroną bierną.
Wiosną 2020 r. przeprowadzono społeczne sprzątanie użytku ekologicznego.
W czerwcu 2021 roku na terenie użytku ekologicznego powstały tablice edukacyjne poświęcone walorom przyrodniczym starorzecza oraz historii kopca w Dymitrowie Dużym.
W sierpniu 2022 r. na rowie odwadniającym starorzecze w użytku ekologicznym została zbudowana zastawka piętrząca wodę.

## Historia kopca
Kopiec o wysokości ok. 10 m górujący nad starorzeczem został usypany w 2009 r. w miejscu, w którym od XIII w. istniał kościół. Ruiny kościoła zostały zniszczone przez wezbrania Wisły i awulsję koryta rzeki. Z kopca rozciąga się widok na okoliczne wsie, pola i dolinę Wisły.